# Чо, Маргарет
Маргарет Моран Чо (англ. Margaret Moran Cho, род. 5 декабря 1968, Сан-Франциско, Калифорния) — американская актриса, комедиантка, модельер, сценаристка, продюсер, певица и автор песен. Чо добилась известности благодаря своим выступлениям в жанре стендап, в которых она критикует социальные и политические проблемы, в основном касающиеся расы и сексуальности. Чо получила похвалу от прессы за разрушение в своих выступлениях стереотипов об азиатских женщинах.

## Биография
Кореянка по происхождению, Чо родилась в Сан-Франциско, штат Калифорния. Она добилась широкой известности благодаря главной роли в ситкоме «Американская девушка» (1994—1995). Шоу стало первой комедией с азиатским актёром в главной роли, но пострадало от критики со стороны восточноазиатского сообщества в США и было закрыто после одного сезона. Чо, несмотря на успех в прессе, была недовольна своей ролью в шоу и впоследствии негативно высказывалась об этом ситкоме.
На телевидении Чо наиболее известна благодаря своей роли Тери Ли в сериале «До смерти красива», где она снималась с 2009 по 2014 год. Ранее она появилась в сериалах «Потерянная комната», «Долго и счастливо» и «Говорящая с призраками». В 2012 году Маргарет Чо была номинирована на премию «Эмми» в категории «Лучшая приглашённая актриса в комедийном телесериале» за свою роль в ситкоме «Студия 30».
Чо снялась в ряде кинофильмов в период своей карьеры, среди которых были «Поколение DOOM» (1995), «Это моя вечеринка» (1996), «Без лица» (1997), «Контроль земли» (1998), «Тонкая розовая линия» (1998), «Никто не знает ничего» (2003), «Бам-Бам и Селест» (2005), «Все без ума от Грейс» (2006), «Один пропущенный звонок» (2008), «Папе снова 17» (2009), «Ураган Бьянка» (2016).
Чо выпустила десять альбомов, в основном комедийной тематики, и номинировалась на премию «Грэмми» за свой альбом 2010 года Cho Dependent. Чо также является автором собственной линии одежды. В 2010 году она участвовала в одиннадцатом сезоне шоу «Танцы со звёздами».
Чо — открытая бисексуалка, она поддерживает права ЛГБТ-сообщества и является активным борцом против социальных неравенств. 
С 13 июня 2003 года Чо замужем за художником Алем Райднуром, на развод с которым подала 12 августа 2015 года.

## Избранная фильмография
| Год  |   | Русское название | Оригинальное название | Роль        |
| ---- | - | ---------------- | --------------------- | ----------- |
| 2009 | ф | Папе снова 17    | 17 Again              | миссис Делл |